# Francis Charland
Francis Guérette-Charland (né le 28 avril 1987 à Victoriaville dans la province de Québec, au Canada) est un joueur professionnel canadien de hockey sur glace. Son frère, Keven Guérette-Charland, est également joueur de hockey.

## Biographie

### Ses débuts juniors
Francis Guérette-Charland commence sa carrière en jouant avec les Cantonniers de Magog de la ligue midget AAA en 2002-2003. Au cours de l'été qui suit, il est le neuvième choix du repêchage de la Ligue de hockey junior majeur du Québec. Choisi au premier tour, il rejoint l'équipe de sa ville natale, les Tigres de Victoriaville pour la saison 2003-2004 qui se classe dernière de la division Ouest. Guérette-Charland n'a alors que 16 ans. En fin de saison, il subit une intervention chirurgicale à l'épaule ; il manque par la suite le premier mois de la saison 2004-2005 en raison d'une nouvelle opération.
La saison des Tigres est meilleures, Victoriaville se qualifiant pour les séries mais perd au premier tour en sept rencontres contre les Remparts de Québec. Au cours de la saison suivante, Francis est rejoint par son frère cadet : Keven Guérette-Charland. Cette nouvelle saison ressemble à la précédente pour les Tigres qui se qualifient dans les dernières équipes pour les séries et sont éliminés au premier tour de ces dernières.
La saison 2006-2007 de Victoriaville est bien meilleure puisque l'équipe se classe deuxième de la saison régulière. Malgré cette progression, les séries finissent aussi rapidement que les années précédentes alors que l'équipe est battue en six rencontres par le Drakkar de Baie-Comeau. Au cours de cette saison, Francis Charland manque un mois de compétition après une fracture de la mâchoire. Keven a quitté l'équipe de Victoriaville au cours de la saison pour rejoindre les Sea Dogs de Saint-Jean et au mois d'août c'est au tour de son aîné de faire de même. Il ne joue cependant que deux rencontres au cours de la saison 2007-2008 avant que le directeur gérant et entraîneur-chef ne se sépare de lui. Il rejoint alors les Braves de Valleyfield de la Ligue de hockey junior AAA du Québec pour la fin de la saison. Ce circuit lui réussit mieux puisqu'il finit la saison 2007-2008 en tant que meilleur pointeur de son équipe avec 101 points.

### L'Université du Québec à Trois-Rivières puis le championnat de France
Il décide de rejoindre l'Université du Québec à Trois-Rivières pour passer un baccalauréat en management ; il rejoint l'équipe des Patriotes de l'université où il passe trois saisons le temps d'avoir son diplôme et de récolter quelques distinctions. Il quitte alors l'Amérique du Nord et rejoint la France et l'équipe des Chamois de Chamonix de la Ligue Magnus. Sa nouvelle équipe se classe troisième formation de la saison régulière et est directement qualifiée pour le deuxième tour des séries de la Coupe Magnus. Ils y battent les Rapaces de Gap mais perdent en demi-finale contre les Brûleurs de Loups de Grenoble. D'un point de vue personnel, il inscrit 13 points au cours des playoffs et est un des meilleurs joueurs de son équipe.
Le québécois continue sur sa lancée au cours de la saison suivante puisqu'à la fin des 26 rencontres jouées, il est le meilleur pointeur de la Ligue Magnus avec 47 points, 30 buts et 17 passes décisives ; il compte le même nombre de points qu'un autre canadien, Martin Gascon, mais ce dernier n'inscrit que 13 buts. Charland reçoit alors le trophée Charles-Ramsay en tant que meilleur pointeur du championnat. Son équipe se classant quatrième de la saison régulière, elle évite encore une fois le premier tour des séries. Les Chamois sont éliminés en quarts-de-finale par les Dauphins d'Épinal. Charland inscrit tout de même 5 buts et 3 aides en 5 rencontres jouées.
À la suite de ces deux saisons à Chamonix, Charland quitte le club et signe en avril pour une saison avec le club de Grenoble. Il conseille sa nouvelle direction en leur donnant des noms d'anciens coéquipiers : Toby Lafrance qui joue avec Charland entre 2004 et 2007 à Victoriaville et également Félix Petit membre des Patriotes entre 2009 et 2010. Cinquièmes de la saison régulière, les Brûleurs de Loups doivent jouer un premier tour de qualification pour les séries et ils chutent contre les Rapaces en cinq matchs, à la suite d'une défaite lors du match décisif à la suite de la séance des tirs de fusillade.
Charland change une nouvelle fois d'équipe pour la saison 2014-2015 et il rejoint les Dragons de Rouen. Les Dragons sont éliminés dès le premier tour des séries du championnat de France 2014-2015 mais remportent au cours de la saison la Coupe de France. D'un point de vue personnel, Charland termine meilleur buteur de la saison régulière avec 26 réalisations, deuxième meilleur pointeur de la ligue avec 44 points et il est désigné meilleur joueur étranger de la saison par un panel de journalistes. Malgré cette saison plutôt réussie sur les bords de la Seine, il décide de quitter le club à la fin de la saison et de signer pour la saison 2015-2016 au sein du promu en Ligue Magnus, les Boxers de Bordeaux.

## Statistiques
| Saison    | Équipe                         | Ligue        |    | Saison régulière | Saison régulière | Saison régulière | Saison régulière | Saison régulière |   | Séries éliminatoires | Séries éliminatoires | Séries éliminatoires | Séries éliminatoires | Séries éliminatoires |
| Saison    | Équipe                         | Ligue        | PJ | B                | A                | Pts              | Pun              | PJ               | B | A                    | Pts                  | Pun                  |                      |                      |
| 2003-2004 | Tigres de Victoriaville        | LHJMQ        | 58 | 13               | 26               | 39               | 28               |                  |   |                      |                      |                      |                      |                      |
| 2004-2005 | Tigres de Victoriaville        | LHJMQ        | 43 | 14               | 8                | 22               | 17               | 7                | 1 | 2                    | 3                    | 2                    |                      |                      |
| 2005-2006 | Tigres de Victoriaville        | LHJMQ        | 56 | 21               | 13               | 34               | 67               | 5                | 2 | 4                    | 6                    | 2                    |                      |                      |
| 2006-2007 | Tigres de Victoriaville        | LHJMQ        | 40 | 12               | 17               | 29               | 26               |                  |   |                      |                      |                      |                      |                      |
| 2007-2008 | Sea Dogs de Saint-Jean         | LHJMQ        | 2  | 0                | 0                | 0                | 0                |                  |   |                      |                      |                      |                      |                      |
| 2007-2008 | Braves de Valleyfield          | LHJAAAQ      | 39 | 40               | 61               | 101              | 16               | 7                | 2 | 4                    | 6                    | 6                    |                      |                      |
| 2008-2009 | Patriotes de l'UQTR            | SIC          | 28 | 7                | 18               | 25               | 16               |                  |   |                      |                      |                      |                      |                      |
| 2009-2010 | Patriotes de l'UQTR            | SIC          | 27 | 24               | 29               | 53               | 10               |                  |   |                      |                      |                      |                      |                      |
| 2010-2011 | Patriotes de l'UQTR            | SIC          | 19 | 15               | 10               | 25               | 4                | 8                | 1 | 2                    | 3                    | 4                    |                      |                      |
| 2011-2012 | Chamois de Chamonix            | Ligue Magnus | 23 | 12               | 13               | 25               | 10               | 8                | 7 | 6                    | 13                   | 6                    |                      |                      |
| 2012-2013 | Chamois de Chamonix            | Ligue Magnus | 24 | 30               | 17               | 47               | 43               | 5                | 5 | 3                    | 8                    | 6                    |                      |                      |
| 2013-2014 | Bruleurs de Loups de Grenoble  | Ligue Magnus | 23 | 11               | 13               | 24               | 39               | 5                | 6 | 3                    | 9                    | 2                    |                      |                      |
| 2014-2015 | Dragons de Rouen               | Ligue Magnus | 26 | 26               | 18               | 44               | 6                | 4                | 0 | 1                    | 1                    | 2                    |                      |                      |
| 2015-2016 | Boxers de Bordeaux             | Ligue Magnus | 26 | 14               | 19               | 33               | 2                | 10               | 6 | 4                    | 10                   | 6                    |                      |                      |
| 2016-2017 | Boxers de Bordeaux             | Ligue Magnus | 40 | 10               | 23               | 33               | 14               | 11               | 1 | 2                    | 3                    | 4                    |                      |                      |
| 2017-2018 | Assurancia de Thetford         | LNAH         | 30 | 10               | 8                | 18               | 6                | -                | - | -                    | -                    | -                    |                      |                      |
| 2018-2019 | Assurancia de Thetford         | LNAH         | 17 | 2                | 11               | 13               | 4                | -                | - | -                    | -                    | -                    |                      |                      |
| 2018-2019 | Cool FM 103,5 de Saint-Georges | LNAH         | 8  | 2                | 5                | 7                | 4                | 7                | 1 | 0                    | 1                    | 8                    |                      |                      |
| 2019-2020 | Cool FM 103,5 de Saint-Georges | LNAH         | 12 | 0                | 1                | 1                | 2                | -                | - | -                    | -                    | -                    |                      |                      |

## Trophées et honneurs personnels
- 2006 : Médaille de l'Assemblée nationale[19]
- 2009-2010
  - Sélectionné dans la première équipe d'étoiles du SIC, division Ouest
  - Joueur le plus fair-play, division Ouest
  - Joueur le plus fair-play du SIC, trophée R.-W.-Pugh
- 2010-2011 : sélectionné dans la deuxième équipe d'étoiles du SIC, division Ouest
- 2012-2013 : meilleur pointeur de la Ligue Magnus, trophée Charles-Ramsay
- 2014-2015
  - Meilleur joueur étranger de la saison
  - Meilleur buteur
  - Coupe de France avec Rouen